# Otto Froitzheim
Otto Froitzheim (Estrasburgo, 24 de abril de 1884 - Wiesbaden ou Aachen, 27 ou 29 de outubro de 1962) foi um tenista alemão. medalhista olímpico em simples em 1908.